# 韓国ドラマ

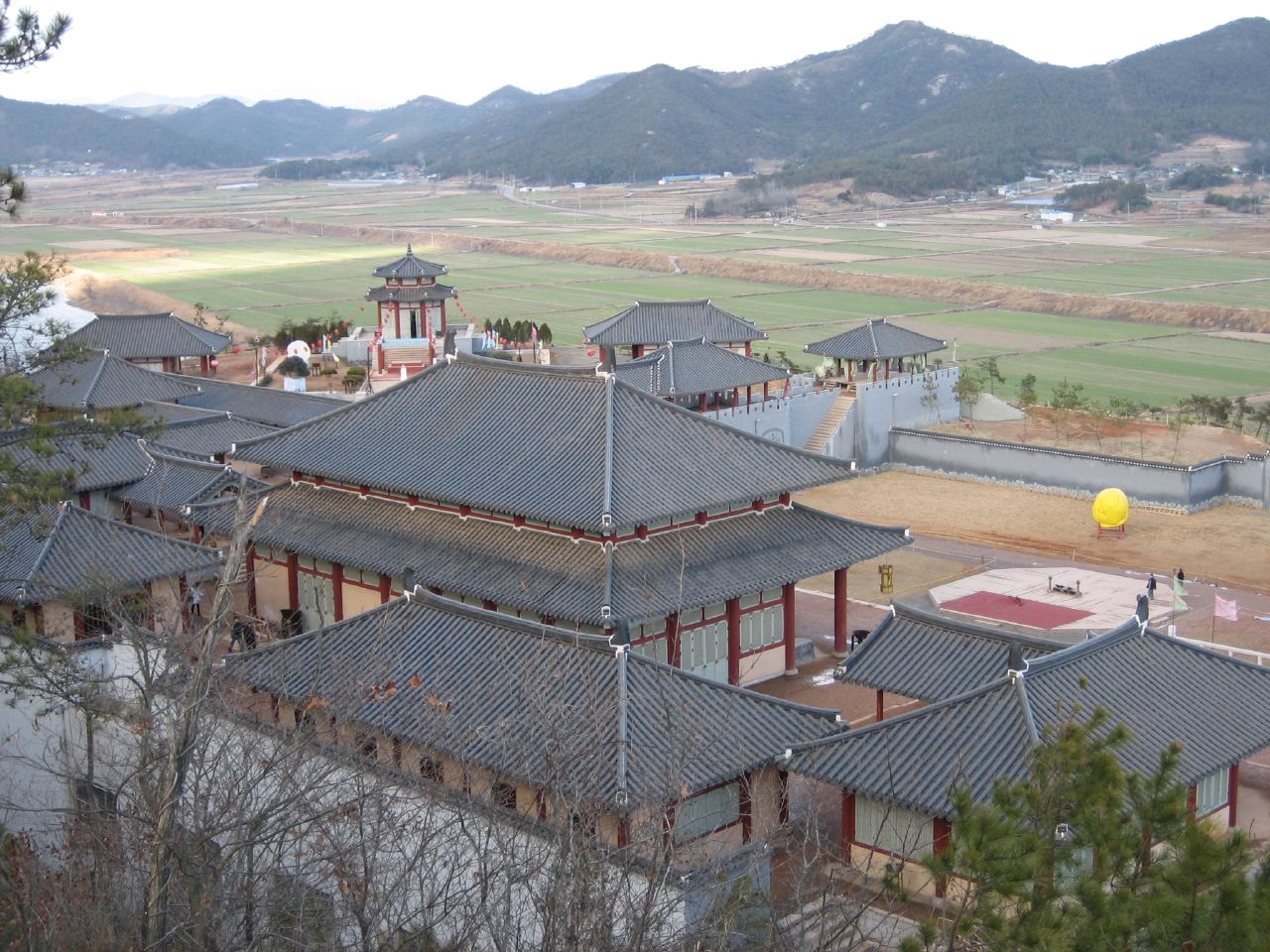
MBCの撮影所。

韓国ドラマ（かんこくドラマ）は、大韓民国（韓国）で製作されたテレビドラマのこと。略称は韓ドラ。
韓国ドラマにはジャンルに時代劇も含められることがあるが、本稿では現代劇を中心に述べる。

## 概要
全体的にテーマの暗いものが多く、『出生の秘密』や『異母兄弟』をテーマに据えた、メロドラマの作風がほとんどを占めており、主要登場人物は極貧あるいは、大富豪や社長という設定が数多く用いられる。登場人物達の派閥争いが多いのも特徴で、特に時代劇作品では李氏朝鮮期に数多くの派閥争いが繰り広げられていたことから多く行われている。
韓国で芸能活動経験を持つ笛木優子によると、視聴者の意見を非常に大切にしているという。雑誌などで今後の展開を予想する企画があれば、その中の意見を重視して今後の展開を作るうえ、スタッフが電子掲示板の書き込みを常に気にしているそうである。このため死ぬ展開が予定されていた登場人物が視聴者の意見により死ななかったり、その逆もありえるという。それ故台本は撮影直前に演者に渡され、放送当日中に収録を行うなど制作環境は非常に過酷であり、加えて放送回数も多いため（後述）、俳優やスタッフが倒れることも珍しくなく、酷い時には過労死した事例もある。
ドラマの放送は1話につき60～70分となっており、これを週2回（2日連続の同一時間）放送することが多い。2018年から2020年までは、CMの放送が無いKBS 1TVを除き、35分分割の1話2部構成を採っており、それの間にも間接広告を挿入する形式となっていた。また、平日19時台に1話あたり40〜45分で週5日放送される帯ドラマ（イルイルドラマ）もある。1作品の話数も長く、一般的な長編ドラマは、50話台程度の制作となっている。長編ドラマで日本の1クール分に相当するのは「ミニシリーズ」と呼ばれ、全16話（8週）で固定されているが、評価が好調な場合は、最大20話台前半まで延長されることがある。イルイルドラマは120話程度放送されることが多い。
なお、日本より放送コードが厳しいことがあり、喫煙や刃物の犯罪目的の使用や銃器が出るシーン、出血描写はモザイク処理されるほか、外部版権キャラクターのイラストおよび造型物全般や登場人物の衣装までにもぼかしがかけられることが多い。その一方、プロダクトプレイスメントが積極的に行われており、登場人物の勤務先や小道具に実在の協賛企業が用いられているが、企業名の台詞での発言は行っていない。
韓国のテレビ番組や有料動画配信サービスにおけるコンテンツの場合、視聴推奨年齢制度が2002年から導入されており、ドラマの場合は15歳以上推奨が一般的だが、表現の度合いや教養的要素によっては、12歳以上や19歳以上を推奨した作品もそれなりに存在する。
2000年代までの作品は韓国放送公社（KBS）、文化放送 （MBC）、SBSの地上波3大テレビ局が主に制作されているが、それに加え、2010年代以降はケーブルテレビ向け放送のCJ ENMやENAに加え、同時期に行われた規制緩和により、新たに開局した新聞社系総合編成チャンネル（JTBC、TV朝鮮、チャンネルA、MBN）が制作した作品もある。2020年代に入ると、NetflixやDisney+、Amazon Prime Videoといった、海外企業が運営している定額制動画配信サービス向けに制作・供給しているケースもあり、世界各国で社会現象を巻き起こした作品もある。児童向けドラマは、一般向けとは大幅に異なり、子供番組を積極的に製作・編成する韓国教育放送公社（EBS）や子供番組・深夜アニメ専門放送局のトゥーニバース（CJ ENM）が児童向けドラマのみを製作されている。
『恋人よ』、『恋愛時代』、『おはよう神様』、『花より男子』、『ドラゴン桜』、『ハケンの品格』、『家政婦のミタ』、『Mother』など日本の作品をリメイクした韓国ドラマも多い。他方、韓国ドラマを日本でリメイクした事例もある。

## 韓国ドラマの賞
韓国には韓国ドラマを対象にした賞が多数あり、授賞式が開催されている。
- 百想芸術大賞 - 「韓国のゴールデングローブ賞」とも呼ばれる賞[8][9]。映画部門の賞も存在する。
- MBC演技大賞 - MBCで放送された韓国ドラマが対象の賞。
- KBS演技大賞 - KBSで放送された韓国ドラマが対象の賞。
- SBS演技大賞 - SBSで放送された韓国ドラマが対象の賞。

## 日本における韓国ドラマ

### 放送された経緯
1996年10月、福岡県の民放テレビ局であるTXN九州（現・TVQ九州放送）が、開局5周年を記念し、韓国文化放送（MBC）の現地では「ミニシリーズ」と呼ばれるドラマを3作品ローカルで日本語字幕付きながら放送したことがあった。その当時はまだ一部のファンだけが見るという状態で、視聴率もあまり良くなかったが、それらの作品にはチェ・スジョン、ハン・ソッキュ、キム・ヘスといった、現代韓国芸能界を支える中核の俳優が出演していた。その中からハン・ソッキュが映画『シュリ』の大ヒットで、日本全国に知られるようになったことから、KNTVなどの衛星放送の朝鮮語チャンネルで、多くの作品が放送されるようになった。
2003年4月～9月、NHKBS2での好評を受け、2004年4月～、NHK総合が放送した「冬のソナタ」のブームによって、放送作品数・放送を行う局が一気に増えた。
2000年代後半から2010年代初めにかけて、前述の「冬のソナタ」人気や放送権料の安さなどから地上波・BS放送局が韓国ドラマをこぞって放送した。しかし2011年にはインターネット上でテレビ局の韓流偏重に大きな批判も寄せられるようになり（2011年のフジテレビ騒動を参照）、2011年8月29日には、自民党の片山さつき議員が、広瀬道貞民放連会長に対して、東日本大震災後、地上波の昼間の時間に韓流ドラマが増えていることに関して考慮するよう同党総務部会で要請した。
「日刊ゲンダイ」によれば、2012年夏には竹島問題が過熱したことが一因となり視聴者の韓流離れが進んだとされたが、定額制動画配信サービスの主流で韓流ブームを支えた過去作の再視聴に加え、2019年頃の『愛の不時着』や『梨泰院クラス』の社会現象と重なって韓流ブームも再度盛り返してきた。

### 放送枠

#### 地上波キー局での動き
現状
地上波キー局では、系列局などで27時前後の深夜に放送されることがあったテレビ東京が、2012年以降、関東ローカルではあるが『韓流プレミア』の枠名で平日朝8時台に放送している。テレビ東京系列局でも平日午前に韓国を含めたアジア圏のドラマ放送枠をローカルで設定している。
これまでの動き
テレビ朝日が金曜ナイトドラマの枠で2002年に『イヴのすべて』（チェリム＝伊藤美紀、キム・ソヨン＝藤原美央子）を放送したのが始まりで、他の海外作品で主流となる日本語吹き替えを主音声とした2ヶ国語放送を韓国ドラマで初めて導入された。『冬のソナタ』（ペ・ヨンジュン＝萩原聖人、チェ・ジウ＝田中美里主演）辺りの2ヶ国語放送韓国ドラマから吹き替え声優陣が本業の声優を中心としたものから無名俳優陣を中心としたものに変化していった。初期の頃はローカル局や独立UHF局、衛星放送を中心に放送されていたが、2004年には地上波放送のキー局である日本テレビが「ドラマチック韓流」、フジテレビが「土曜ワイド・韓流アワー」という専門の放送枠をそれぞれ設けた。しかし、低視聴率や長期間放送などの足枷が大きく、約1年後の2005年9月をもって民放地上波での専門枠はどちらも終了した。
一度放送枠を廃止したフジテレビだったが、2010年1月11日より「韓流α」（月曜～金曜 14:07～15:25の時間帯に新設）の形で復活し、約2年半放送した。「韓流α」では第1回放送に大ヒット作品『私の名前はキム・サムスン』を据え、完全ノーカット版、日本語字幕付き2ヶ国語放送という斬新な放送形態に加え、フジテレビによる新撮映像（出演者へのインタビュー、作品解説など）を盛り込むなど、他局の韓国ドラマ放送枠との差別化を図っていた。後に日本語字幕付き2ヶ国語放送は民放他局にも波及し、民放で放送される2ヶ国語アジアドラマは全てこの放送形態となった。同枠をプロデュースしたフジテレビ編成部によれば、「あらためて韓国ドラマの面白さを視聴者に届けよう」という趣旨による放送枠復活としていた。
TBSは2010年4月21日から9月1日まで水曜21時台の「水曜劇場」枠で『IRIS-アイリス-』を民放で初めて韓国ドラマをゴールデンタイムで放送されることになり、吹き替え声優陣も日本の一流俳優（イ・ビョンホン＝藤原竜也主演）を中心としたものとなった。同作は水曜劇場の第2期最終作でもあり、民放の韓国ドラマかつ韓国の現代劇で最後の吹き替え音声とは異なる字幕スーパーが無い作品でもあった。さらにTBS（関東ローカル）は月曜～金曜10:05～11:00の「韓流☆セレクト」枠でも韓国ドラマを放送し、『IRIS-アイリス2-』の日本語吹き替え版もこの枠で放送されていたが、2014年3月で終了することになった。
2011年、日本テレビの小杉善信取締役（当時・現社長）は、韓国ドラマについて自社のドラマの方が優れているという理由で、地上波での放送はしないと語った。

#### 地上波独立局での動き
独立局では、番組が安く仕入れられる故、コストパフォーマンスに優れる理由でテレビ枠の穴埋め用コンテンツとして依然用いられ、数多くの韓国ドラマを放送している。
一時期、地上波では最も多く韓国ドラマを放送していた期間もあったTOKYO MXでは平日の11時台、13時台、14時台に放送し、13時台、14時台に放送の30分ドラマは日本で事実上新作放送が無くなった昼ドラのような枠の穴埋めがされている。関東では他に千葉テレビ放送が平日帯ドラマ枠として30分ドラマが朝と夜に2枠、1時間ドラマが日・火・水と3枠あり、本数が一時期より無くなってしまった状態のテレビ埼玉やtvkでも、放送を継続している。
東海のぎふチャン、関西のサンテレビや京都放送(KBS京都)では、週2枠以上の放送枠がある。

#### 衛星放送での動き
BS放送各局で多数の作品を放送している。特にBS日テレやBS朝日では週1回放送される作品に加え、月～金の帯で放送される作品が2～3作品はある。BSテレ東でも月～木曜日は4作品・金曜日は1作品放送されている。

CS放送においては、衛星劇場を初めとしてテレビドラマを扱うほとんどのチャンネルが国内に加え、韓国ドラマを放映している。また、日本国内居住の韓国人向け放送の意味合いが強かったKNTVも韓流ブーム以降、日本語字幕付き韓国ドラマの放送を増加させ、2006年にはSo-netチャンネルがアジアドラマチックTVと名称を改めてアジア圏ドラマを増やしたり、韓国KBSテレビの国際向け放送KBSワールドが日本に進出している。

#### その他
インターネットテレビのABEMA（旧AbemaTV）で2016年12月に「韓流・華流」チャンネル、2017年6月に「K WORLD」チャンネル が開設され、インターネット環境下で韓国ドラマを無料視聴できる。前述の通り、制作会社がアメリカや日本などの定額制動画配信サービスと契約した上で韓国ドラマを供給している事例もある。

### 放送形態
韓国ドラマが日本で初めて放送される際、仮タイトルでの放送であるため、タイトルの後に「（原題）」が必ず付き、正式な邦題は、DVD化やインターネットでの定額制動画配信サービス（主にオリジナル作品）での配信開始決定によって決められている。NHKの『アジア時代ドラマアワー』（2020年9月20日以前は『韓国ドラマアワー』）での放送も、同様の措置がなされている。
NHK・WOWOW以外の民放局で不自然なところでCMが入るということが多いが、これは2010年代初頭まで韓国では法律で番組中のCMを禁止していたためである（CMは番組開始時及び終了時にまとめて放送）。また、毎回一定でない放送時間尺を、日本での放送時は既定の放送枠に拠る“一定の時間尺”に合わせざるを得ないため、一部シーンをカットすることも行われている。これにより視聴者からは「ノーカットで観たい」という意見が放送局に殺到することもあり、これまでにNHKは「冬のソナタ」、「宮廷女官チャングムの誓い」（大長今）を「完全版」としてノーカット字幕での放送を実現させた（前述のフジテレビ「韓流α」も同様）。前述のTVQも日本語版を制作するに当たり、それらの点に苦労したことを当時他のマスコミの取材で明かしている。
日本語吹き替えに関しては、ほとんどの作品で制作されている英語圏（アメリカ・イギリス・オーストラリアなど）のドラマと異なり、一部の知名度の高い作品やNHKおよびテレビ東京系列で放送される作品に関しては基本的に制作されているが、中堅以下の作品は制作されていないことも多く、DVD版すら吹き替え音声が収録されていないことがその証拠である。かつてはフジテレビ系の地上波で放送された作品も、日本語吹き替えが制作されていた。
日本語吹き替えが主音声の音声多重放送（二ヵ国語放送）も、吹き替え無しの日本語字幕付き放送が一般的になったということもあり、前述の「韓流α」が二ヵ国語放送で初めて吹き替え音声とは異なる翻訳の字幕付きで放送され、その手法がテレビ東京などの民放他局にも波及したため、全ての民放の二ヵ国語放送の韓国ドラマは、原則として字幕付きとなっている。「天国の階段」や「美男ですね」といったフジテレビで放送されていた過去の韓国ドラマが韓流αで再放送される時も、字幕付きでの放送である。NHKの場合、吹き替え音声とは異なる字幕が無い状態で放送することを韓国ドラマの日本でのテレビ放送で唯一続けているため、文字多重放送（字幕放送）とすることで対抗しており、聴覚障害者に配慮して、吹き替え音声から直接起こしたものである。
ポケモンショックの対策からディスコやコンサート会場のシーンなどで光の点滅が激しいシーンがある場合には番組の冒頭かその場面において「光の点滅が激しいので視聴には注意をして部屋を明るくして離れてみてください。」などの警告テロップを表示する番組もある。